# Eduardo Niño
Eduardo Niño Garcia (ur. 8 sierpnia 1967 roku w Bogocie) – piłkarz kolumbijski grający na pozycji bramkarza..

## Kariera klubowa
Niño pochodzi ze stolicy Kolumbii, Bogoty. Tam też zaczynał swoją piłkarską karierę w 1985 roku w klubie Independiente Santa Fe Bogota. W chwili debiutu w Copa Mustang miał 18 lat. W Independiente spędził 5 sezonów, jednak nie osiągnął z klubem większych sukcesów. W 1990 roku przeszedł do Ameriki Cali, z którą w pierwszym sezonie gry sięgnął po mistrzostwo kraju. W 1992 na rok wyjechał do brazylijskiego Botafogo FR i wywalczył z nim wicemistrzostwo Brazylii. W 1993 roku wrócił do Ameriki Cali, z którą przez 6 lat gry wywalczył mistrzostwo kraju w 1997, zdobył Copa Merconorte w 1999 i grał w finale Copa Libertadores w 1996 roku. Końcowy okres kariery Niño to gra w Millonarios FC, z którym w 2001 roku zdobył swój drugi w karierze Copa Merconorte i rok później zakończył karierę w wieku 35 lat.

## Kariera reprezentacyjna
W 1985 roku Niño był bramkarzem młodzieżowej reprezentacji Kolumbii na Młodzieżowych Mistrzostwach Świata. Kolumbia doszła do ćwierćfinału, w którym przegrała 0:6 z Brazylią.
W pierwszej reprezentacji Niño zadebiutował 17 kwietnia 1990 roku w przegranym 0:2 meczu z Meksykiem. W tym samym roku został powołany do kadry na finały Mistrzostw Świata we Włoszech. Tam był jedynie rezerwowym dla René Higuity i nie zagrał ani minuty. Kolumbia odpadła w 1/8 finału po porażce 1:2 (po dogrywce) z Kamerunem.
W swojej karierze Niño dwukrotnie był w kadrze reprezentacji na turnieje Copa América: Copa América 1989 (faza grupowa) oraz Copa América 1991 (3. miejsce), jednak nie zagrał na nich ani minuty.
Ogółem w reprezentacji Kolumbii Eduardo Niño zagrał w 3 meczach.